# 冷泉家時雨亭文庫

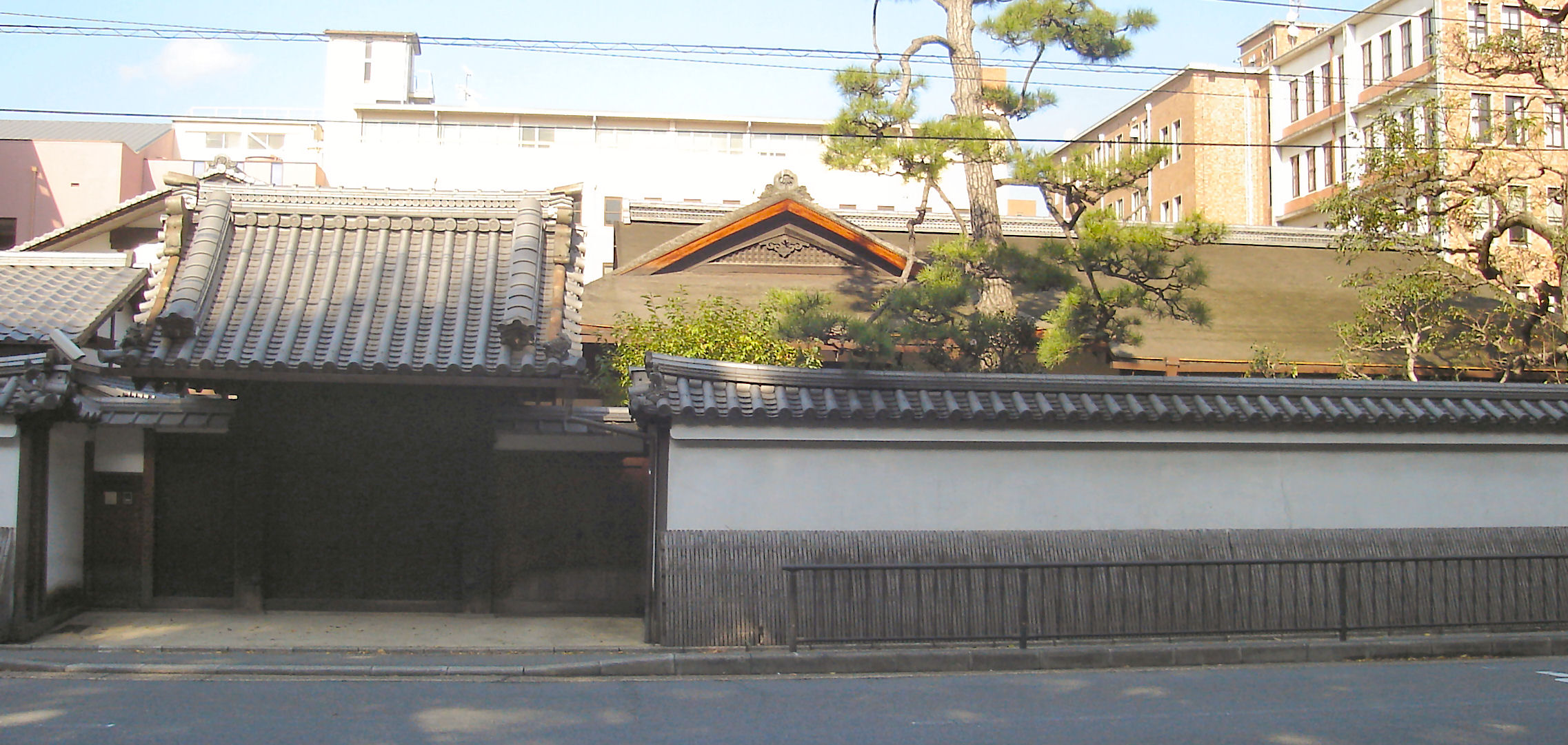
冷泉家表門

公益財団法人冷泉家時雨亭文庫（れいぜいけ しぐれてい ぶんこ）は、京都市上京区にある公益財団法人。
藤原定家の子孫であり、歌道の家として知られる冷泉家（上冷泉家）に伝わる古写本、建築、年中行事などの文化遺産を保存活用し、冷泉流歌道を継承することを目的として設立された。主たる事務所の所在地は京都市上京区今出川通り烏丸東入ル玄武町。

## 冷泉家と古典籍
「和歌の家」冷泉家は、藤原定家の孫・冷泉為相（ためすけ、1263年（弘長3年） - 1328年（嘉暦3年））を初代とし、藤原道長の流れをくむ公家の家系である。道長の6男・藤原長家を祖とする御子左家（みこひだりけ）は、勅撰和歌集の撰者であった藤原俊成・定家以来、和歌の家としての格式をもっていた。藤原定家の子でやはり勅撰和歌集の撰者であった藤原為家（1198年（建久9年） - 1275年（建治元年））の後、御子左家の家系は為家の嫡男為氏を祖とする二条家、為氏の弟・為教を祖とする京極家、為氏・為教の異母弟である為相を祖とする冷泉家の3家に分かれた。このうち二条家と京極家は中世に断絶し、俊成・定家の血統を伝えるのは冷泉家のみとなった。冷泉家の初代である為相は、藤原為家が60歳を過ぎてから、後妻の阿仏尼との間にもうけた子である。為家は、嫡男為氏に与えるはずであった所領や伝来の歌書などを為相に相続させている。これは、為家が幼い為相の行く末を案じたためであると言われている。こうして、御子左家所伝の典籍類は冷泉家に伝わることになった。なお、所領細川庄の所有権に関しては、冷泉家（阿仏尼、為相）と二条家（為氏）の間で長らく争論があり、最終的に為相が勝訴したのは正和2年（1313年）のことである。その後、応永23年（1416年）頃、3代為尹の3男持為が分家独立し、冷泉家は為尹の嫡男為之の系統の「上冷泉家」と持為の系統の「下冷泉家」に分かれた（以下、文中の「冷泉家」は「上冷泉家」を指す）。
冷泉家（上冷泉家）の屋敷は京都御苑の北、今出川通に南面し、東・北・西の三方は同志社大学の敷地に囲まれている（下冷泉家の屋敷は現・京都御苑内にあった）。この一帯は、豊臣秀吉の都市計画により公家屋敷が集中していた地域であったが、現存するのは冷泉家住宅のみである。冷泉家は慶長11年（1606年）にはこの地に屋敷を構えていたことが知られる。寛永5年（1628年）頃、冷泉家伝来の古書を収めていた土蔵「御文庫」（おぶんこ）は、勅封がされて武家伝奏と京都所司代の管理下におかれ、冷泉家の当主といえども勝手に出入りすることはできなくなってしまった。これは、当時の茶の湯の隆盛に伴い、和歌集などの古書を切断分割して茶会用の掛け物に仕立てることが流行していたため、貴重な典籍類が散逸するのを未然に防ぐ意味があった。封が解かれたのはようやく享保6年（1721年）のことである。この間、貞享2年（1685年）と同5年（1688年）頃、和歌に造詣の深かった霊元天皇は冷泉家から数百点の古典籍を宮中に運ばせ、公家らに命じて写しを作らせている。これらの写本は宮内庁書陵部に現存している。
天明8年（1788年）の京都の大火により、冷泉家の屋敷も焼失したが、「御文庫」は火災を免れて現存する。現存する冷泉家住宅（重要文化財）は寛政2年（1790年）に再建されたものである。近代に入って1917年（大正6年）には今出川通の拡幅工事に伴い曳家（ひきや、建物を解体せずに移動させること）が行われ、敷地も縮小したが、各建物の配置などは旧状をよくとどめている。
冷泉家の「御文庫」は屋敷内でも神聖な場所とされ、現在も当主と嫡男以外は立ち入ることが許されていない。そこに保存されてきた古文書・古写本類は、一部研究者にはその存在が知られていたが、長らく非公開とされ、一般にその存在が知られるようになったのは1980年（昭和55年）からである。同年より平安博物館（現京都文化博物館）によって冷泉家所蔵本の整理・目録作成が始められ、徐々にその全体像が明らかにされてきた。冷泉家所蔵本は、俊成・定家の自筆本や、定家の自筆日記『明月記』をはじめ、日本文学や日本中世史の研究上、貴重な資料の宝庫である。また、冷泉家住宅は近世以前の公家住宅の現存唯一の遺構として貴重なものである。こうした有形文化財に加え、歌会、乞巧奠（きっこうてん、七夕）のような昔ながらの年中行事や和歌の家としての伝統を保持するため、1981年（昭和56年）に財団法人冷泉家時雨亭文庫が設立され、24代当主冷泉為任が初代理事長となった。財団名の「時雨亭」は、定家が京都の嵯峨に構えた山荘の名である。

## 公開状況
住宅、古写本とも長らく一般公開はされてこなかったが、1994年（平成6年）から2000年（平成12年）にかけて「平成の大修理」が行われたことを受け、冷泉家住宅のみ2001年（平成13年）秋に抽選の当選者に限って初めて5日間公開された。2005年（平成17年）以降は毎年秋に4日間に限って財団法人京都古文化保存協会主催の「非公開文化財特別拝観」の一環として、冷泉家住宅の一般公開が行われており、有料ではあるが予約・抽選などは無く誰でも見学ができる。なお公開は台所土間以外は住宅外から室内を見学する形となり、室内に上がることはできない。室内には絵画や工芸品などの展示が行われる。「御文庫」と「台所蔵」の内部の公開はされず、外観のみの見学となる。
古写本については、原則として非公開であるが、外部の博物館・美術館等の特別展に出展されて公開される場合がある。

## 指定文化財

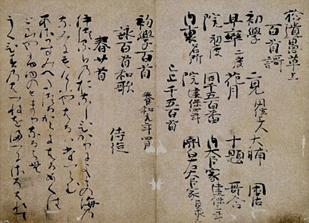
拾遺愚草

### 概要
古典籍・文書類は、国宝に5件、重要文化財に48件が指定されている（2016年（平成28年）現在）。なお、上記の数字は指定の件数であり、多数の典籍類を一括して1件として指定しているものが多いので、点数としては数百点に及ぶ。
指定物件には藤原俊成・定家父子の自筆本をはじめとする、和歌集や歌論書の写本が多い。国宝の『古今和歌集』『後撰和歌集』は定家筆で、門外不出の秘本とされていたものである。俊成筆の歌論書『古来風躰抄』は、著者自筆本としては世界的にみても最古クラスのものである。歌集類には、俊成・定家以前の平安時代の写本もあり、美麗な装飾料紙に書かれた『貫之集（村雲切）』『時明集』『素性集』（唐紙本、色紙本の2点あり）などが注目される。冷泉家蔵書の特色は私家集（特定歌人1人の歌集）の数が多いことである。これは、「和歌の家」として、勅撰和歌集を編む場合などに備えて、多くの歌人の家集を所蔵している必要があったためである。
和歌関係以外にも、中世史の基本史料である『明月記』（藤原定家の日記）など、多くの貴重な写本や文書を伝えている。なお、主要な典籍については冷泉家時雨亭叢書として影印本が朝日新聞出版から刊行されている。同叢書は全84巻で、1992年（平成4年）に刊行が始まり、2009年（平成21年）に完結した。

### 国宝
- 古今和歌集（藤原定家筆）1帖　附：後土御門天皇宸翰消息・後柏原天皇宸翰詠草・後奈良天皇宸翰消息1巻

嘉禄2年（1226年）書写。
- 後撰和歌集（藤原定家筆）1帖

天福2年（1234年）書写。
- 拾遺愚草（藤原定家自筆本）3帖　附：草稿断簡1幅

定家の自撰歌集。中世以前の歌人の自撰・自筆の歌集としては日本で唯一のものである。
- 古来風躰抄（藤原俊成自筆本）2帖
- 明月記（藤原定家自筆本）58巻1幅　附：補写本1巻、旧表紙（10枚）1巻

### 重要文化財（典籍）
和歌集
- 時明集（ときあきらしゅう）1帖－平安時代の人物、讃岐守時明が女房らと詠み交した歌を集めたもの。平安時代の写本。
- 後拾遺和歌抄　1帖－鎌倉時代
- 続後撰和歌集 上下（藤原為家筆）建長七年書写奥書（1255年）1帖
- 周防内侍集（藤原俊成筆）1帖
- 貫之集（巻五残巻、巻第八）村雲切本 1巻 - 平安時代
- 仲文集（藤原定家筆）1帖－三十六歌仙の1人藤原仲文の家集（個人歌集）の写本。
- 恵慶集 上（えぎょうしゅう）（藤原定家筆）1帖－平安時代の歌僧・恵慶の家集の写本。
- 散木奇歌集（巻頭と奥書のみ藤原定家筆）安貞二年書写奥書（1228年）1帖－平安時代の歌人源俊頼の家集の写本。
- 残集 1帖－西行の歌集の鎌倉時代の写本。
- 新古今和歌集（自巻第一至巻第十五）3冊 - 鎌倉時代、文永11年（1274年) － 文永12年(1275年）の筆写。
- 素性集（色紙）1帖－素性の家集の平安時代末期の写本で、色変わりの装飾料紙に書かれている。
- 素性集（唐紙）1帖－素性の家集の平安時代末期の写本で、色変わりの装飾料紙に書かれている。
- 新古今和歌集（隠岐本）上 1帖－鎌倉時代の写本。
- 万葉集 巻第十八（金沢文庫本）1帖

歌書類
- 正中二年七夕御会和歌懐紙（12通）1帖－鎌倉時代（1325年）
- 元徳二年七夕御会和歌懐紙（24通）1帖－鎌倉時代（1330年）
- 和歌初学抄（藤原為家筆）1帖
- 集目録（藤原定家筆）1巻－定家が自ら筆写または校訂した歌集の自筆目録。
- 寛平御時后宮歌合（かんぴょうのおおんとき　きさいのみやのうたあわせ）（藤原定家・為家筆）1巻
- 五代簡要（万葉集等詞抜書）承元三年藤原定家撰述奥書（1209年）1帖 - 万葉集、古今和歌集などの歌の句を抜書きしたもの。藤原定家編。鎌倉時代の書写。
- 嘉元百首 2巻
- 文保百首 21巻
- 永徳百首 12巻
- 袖中抄 12巻 内2巻正安二年（1300年）僧祐尊書写奥書（附 袖中抄4冊）
- 俊頼髄脳 1帖 平安時代の歌人源俊頼の歌学書の鎌倉時代の写本。

その他の典籍
- 豊後国風土記 - 永仁五年書写奥書（1297年）、鎌倉時代の写本。
- 公卿補任（くぎょうぶにん）2帖（藤原俊成・定家筆）
- 伊勢物語 下 1巻 - 藤原定家筆本に基づく鎌倉時代の写本[注 3]
- 文選 巻第二（首欠）1巻 - 鎌倉時代の写本。
- 源家長記 1帖－鎌倉時代の歌人源家長の回想形式の日記の写本。
- 大鏡 巻第二、五、七　3帖－鎌倉時代の写本。
- 簾中抄（れんちゅうしょう）1帖－平安時代の歌人藤原資隆が著した故実書『簾中抄』の鎌倉時代の写本。

一括指定物件
- 私家集（資経本）39帖－鎌倉時代、藤原資経筆。色変わりの料紙に書かれた、藤原道長など38人の人物の私家集（個人歌集）である。
- 私家集（唐紙）6帖－鎌倉時代、唐草文様を雲母（きら）刷りした料紙に書写される。
- 私家集（承空本）43冊－鎌倉時代の浄土宗の僧・承空筆。山部赤人、大伴家持、小野小町など41人の人物の私家集である。
- 朝儀次第書 3巻、107帖、3幅、4紙、1点－鎌倉～江戸時代
- 勅撰和歌集 12帖、9冊、12紙（附：代々勅撰次第書 1帖）[15] - 冷泉家に伝わる『古今和歌集』から『続後撰和歌集』までの勅撰和歌集の写本を一括指定したもの。
- 私家集 4巻83冊196帖[16] - 冷泉家に伝わる私家集写本を一括指定したもの。二条家本、真観本（三井寺本）などが含まれる。
- 冷泉家歌書類 38巻147冊52帖11幅[17] - 冷泉家に伝わる私撰集、歌合、百種和歌、歌論書などを一括指定したもの。
- 物語ならびに注釈書 物語類8冊2帖、伊勢物語ならびに注釈書13冊3帖、源氏物語ならびに注釈書1巻38冊2帖[18]
- 宴曲 24帖（宴曲撰要目録1帖、宴曲22帖、早歌抜書1帖）[19]

### 重要文化財（古文書）
- 後光厳天皇宸翰書状 文和三年十二月十四日（1354年）1巻　附：二条良基自筆書状1通
- 藤原定家自筆申文草案　1巻
- 藤原為家自筆譲状（4通）1巻
  - 文永五年十一月十九日譲状（阿仏尼宛）
  - 文永九年八月二十四日譲状（藤原為相宛）
  - 文永十年七月二十四日譲状（阿仏尼宛）
  - 文永十一年六月二十四日譲状（阿仏尼宛）
- 冷泉家文書　278通
- 台記（保延五年二月二十三日列見記）1巻 - 藤原頼長の日記「台記」の鎌倉時代の写本。
- 長秋記（藤原定家書写）4巻（大治四年八・九月、天承元年正・二・三月） - 源師時の日記「長秋記」の写本。
- 冷泉為広下向記 自筆本 5冊[20]

### 重要文化財（建造物）
- 冷泉家住宅
  - 座敷及び台所（1棟）
  - 御文庫
  - 台所蔵
  - 表門
  - 宅地1,470.5平方メートル
  - 附:土塀、庭塀、供待及び台所門、立蔀

典拠：2000年（平成12年）までの指定物件については、『国宝・重要文化財大全 別巻』（所有者別総合目録・名称総索引・統計資料）（毎日新聞社、2000）による。